# 北海道道389号様似港線
北海道道389号様似港線（ほっかいどうどう389ごう さまにこうせん）は、北海道様似郡様似町内を結ぶ一般道道（北海道道）である。

## 概要

### 路線データ
- 起点：北海道様似郡様似町港町（様似漁港）
- 終点：北海道様似郡様似町本町1丁目（国道336号交点）
- 総延長：0.297 km
- 実延長：0.285 km
- 重用延長：0.012 km

### 道路管理者
- 胆振総合振興局 室蘭建設管理部 浦河出張所

## 歴史
- 1961年（昭和36年）3月31日 - 路線認定[1]。

## 地理

### 通過する自治体
- 日高振興局
  - 様似郡様似町

### 交差する道路
様似町
- 国道336号 - 本町1丁目（終点）